# NGC 3710
NGC 3710 је елиптична галаксија у сазвежђу Лав која се налази на NGC листи објеката дубоког неба.
Деклинација објекта је + 22° 46' 7" а ректасцензија 11h 31m 6,9s. Привидна величина (магнитуда) објекта NGC 3710 износи 13,1 а фотографска магнитуда 14,1. NGC 3710 је још познат и под ознакама UGC 6504, MCG 4-27-52, CGCG 126-78, NPM1G +23.0261, PGC 35502.